# Gonçalo Coelho
Pour les articles homonymes, voir Coelho.

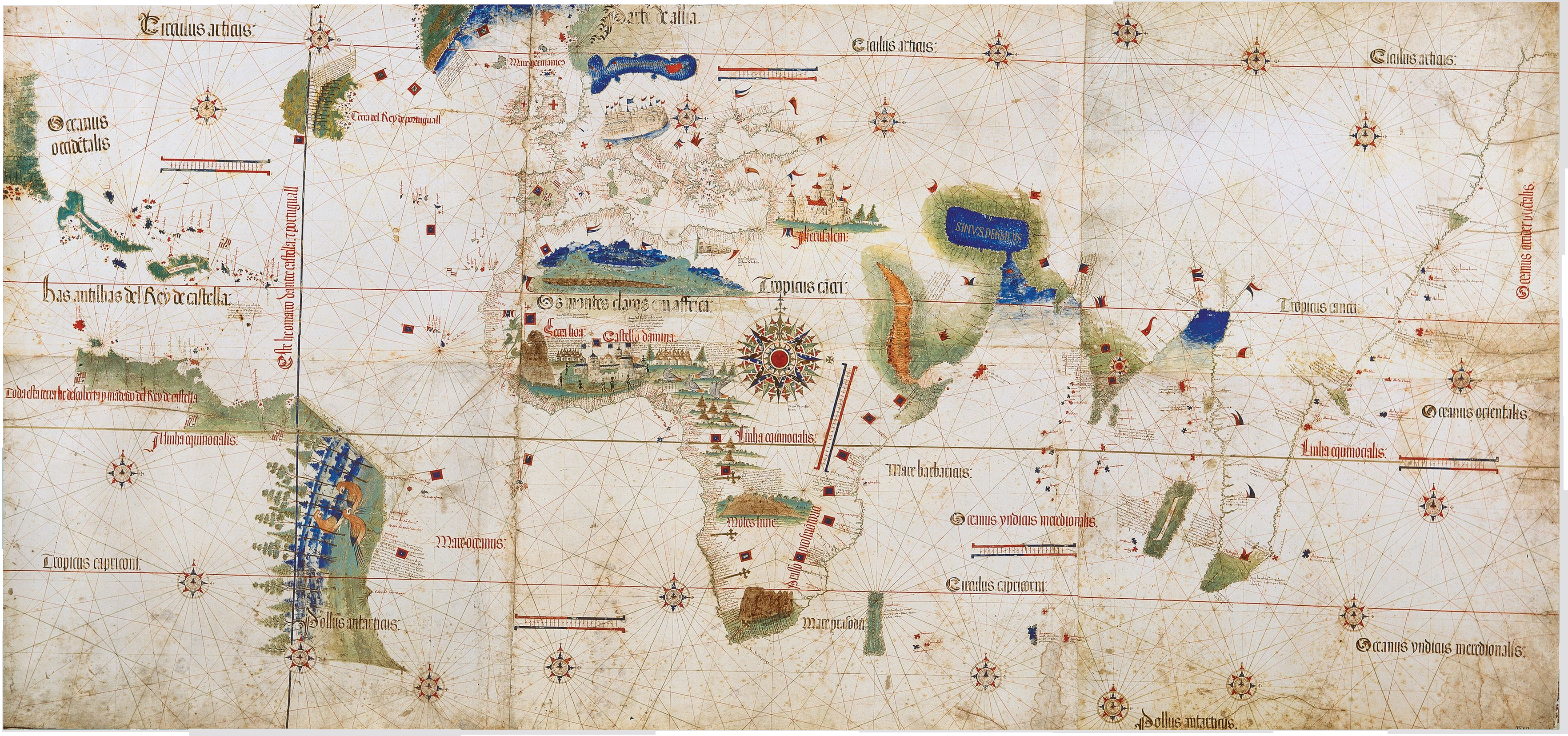
Le planisphère de Cantino est la plus ancienne carte représentant les découvertes castillanes et portugaises des années 1492-1500.

Gonçalo Coelho (1451 ou 1454 — 1512) fut un navigateur portugais.

## Biographie
Il a étudié à Pise. En 1503, au service de la Couronne portugaise, il fait une expédition au littoral brésilien, dans le but d'en faire l'étude cartographique. La Couronne voulait obtenir la reconnaissance de la partie du territoire situé en deçà de la ligne divisoire de Tordesillas, donc la preuve que le territoire appartenait au Portugal.
Gonçalo Coelho a emmené avec lui le Florentin Amerigo Vespucci, qui connaissait déjà les lieux parce qu'il y avait navigué avec l'Espagnol Alonso de Ojeda au service du Roi d'Espagne, en 1499. 
Parmi les commerçants portugais qui ont financé l'expédition était Fernão de Noronha, qui, en compensation, a obtenu du roi du Portugal la première capitainerie héréditaire du littoral brésilien : l'île de São João da Quaresma (Saint Jean de Carême), actuelle Fernando de Noronha, une capitainerie de mer.
Amerigo Vespucci fit la première description de l'île de Fernando de Noronha.